# Introversion Software
Introversion Software est une entreprise britannique de développement de jeux vidéo indépendants. Elle a été fondée fin 2001 par trois amis qui se sont rencontrés alors qu'ils étaient étudiants à l'Imperial College London : Chris Delay, Mark Morris et Thomas Arundel.
Introversion est notamment connue pour ses titres Darwinia et Defcon mais aussi Prison Architect.

## Historique
À ses débuts, l'entreprise n'a pas de bureaux : les développeurs travaillent chez eux ; c'est d'ailleurs à cette époque qu'ils se définissent comme « les derniers des programmeurs en chambre ». Ce n'est que lorsqu'ils travaillent sur leur quatrième titre, Multiwinia, qu'ils emménagent dans des bureaux.
Leur premier jeu, Uplink, est conçu et programmé presque exclusivement par Delay, tandis que Morris et Arundel s'occupent de la partie matériel, business et marketing. L'investissement de départ, modeste, leur permet d'acheter des CD vierges et des cartouches d'encre pour imprimante. Ainsi, les premières copies du jeu sont produites à la main. L'entreprise arrive à rembourser son investissement en quelques heures grâce aux commandes. Une communauté importante se crée ; l'équipe engage un nouveau programmeur, Andy Bainbridge, et commence à travailler sur deux autres titres : Darwinia et Defcon.
Darwinia sort en mars 2005 et est bien accueilli par la critique[réf. nécessaire]. Il est ensuite distribué sur Steam à partir du 14 décembre 2005. Uplink l'a ensuite rejoint sur cette plate-forme de distribution de contenu en ligne durant l'été 2006. Le 29 septembre 2006, Introversion Software publie son troisième jeu, Defcon, qui devient son plus gros succès. Multiwinia est publié le 19 septembre 2008.
En 2010, l'entreprise emploie douze personnes.

### Historique financier
Malgré une sortie discrète due à un budget limité à 600 £ lors de la création de l'entreprise en 2001, Uplink, leur premier titre, est non seulement bien accueilli par la critique, mais est aussi un succès commercial : les ventes génèrent 120 000 £ les quatre premiers mois. Durant l'E3 2002, l'équipe dépense en une semaine 10 000 £ « en hors-bord et en voitures de course », avant d'apprendre que « dans l'industrie du jeu vidéo, vous faites 75 % de vos revenus pendant les six premiers mois ». Grâce aux commandes, les fonds de l'entreprise se portent encore bien jusqu'à noël 2002. Les royalties dues par Strategy First pour la distribution aux États-Unis se font attendre (Strategy First sera bientôt poursuivi en recours collectif pour banqueroute aux États-Unis, avant d'être racheté par Silverstar Holdings en 2005), si bien que l'entreprise est au bord de la faillite à l'été 2003. Certains membres de son équipe sont obligés de vendre la plupart de leurs biens personnels, avec pour seul espoir le succès de Darwinia, alors en développement. Durant l'année 2004, les ventes de Uplink rapportent 3 000 £ par mois, mais ils sont absorbés par les frais de gestion et la location du serveur web.
Darwinia est finalement publié en mars 2005, et malgré un très bon début des ventes et un score de 90 % attribué par PC Gamer, les ventes chutent rapidement (certainement en partie à cause du prix de vente élevé, fixé à 29,99 £). Quelques mois plus tard, l'équipe contacte Valve pour étendre la distribution de leurs titres. La sortie de Darwinia sur Steam le 14 décembre 2005 permet à l'entreprise de continuer à développer leur troisième jeu, Defcon.
Le 15 septembre 2006, à l'ouverture des précommandes de Defcon, Introversion dépense ses derniers 1 500 £. Mais là encore, les ventes sont bonnes et la sécurité de l'entreprise est assurée pour plus d'un an. Selon Tom Arundel, « Steam a fait d'Introversion un succès commercial »,.

## Communauté
Uplink et Darwinia ont une communauté de modding importante[réf. nécessaire].

## Ludographie
- Uplink (2001)
- Darwinia (2005)
- Defcon (2006)
- Multiwinia (2008)
- Darwinia+ (2010)
- Subversion (projet arrêté)
- Prison Architect (2014)
- Scanner Sombre (en) (2017)
- The Last Starship (2023)